# Sant Miquel de la Cortada
Sant Miquel de la Cortada és un monument del municipi de Puig-reig (Berguedà) inclosa en l'Inventari del Patrimoni Arquitectònic de Catalunya. Documentada des del segle x, és un edifici romànic modificat posteriorment.

## Descripció
Església d'estructura romànica (segle XII-XIII) modificada per les remodelacions posteriors dels segles xvii i XVIII. Església d'una sola nau i coberta amb volta de mig punt. Fou bastida sobre la roca i en un lloc elevat. El campanar originari fou substituït per un altre d'època imprecisa. La façana a ponent té una porta d'arc de mig punt i una finestra amb una senzilla motllura sobre l'entrada.

## Història
Aquesta església no va ser considerada com un edifici romànic fins que la Gran Enciclopèdia Catalana la qualificà com a tal. És un edifici d'estructura romànica modificada. La documentació del segle x ja fa referència a l'Església de Sant Miquel. Les tombes antropomorfes que s'hi havien trobat, actualment ja perdudes o tapades, mostren la seva antiguitat.
Fou església parroquial fins a principis del segle passat.

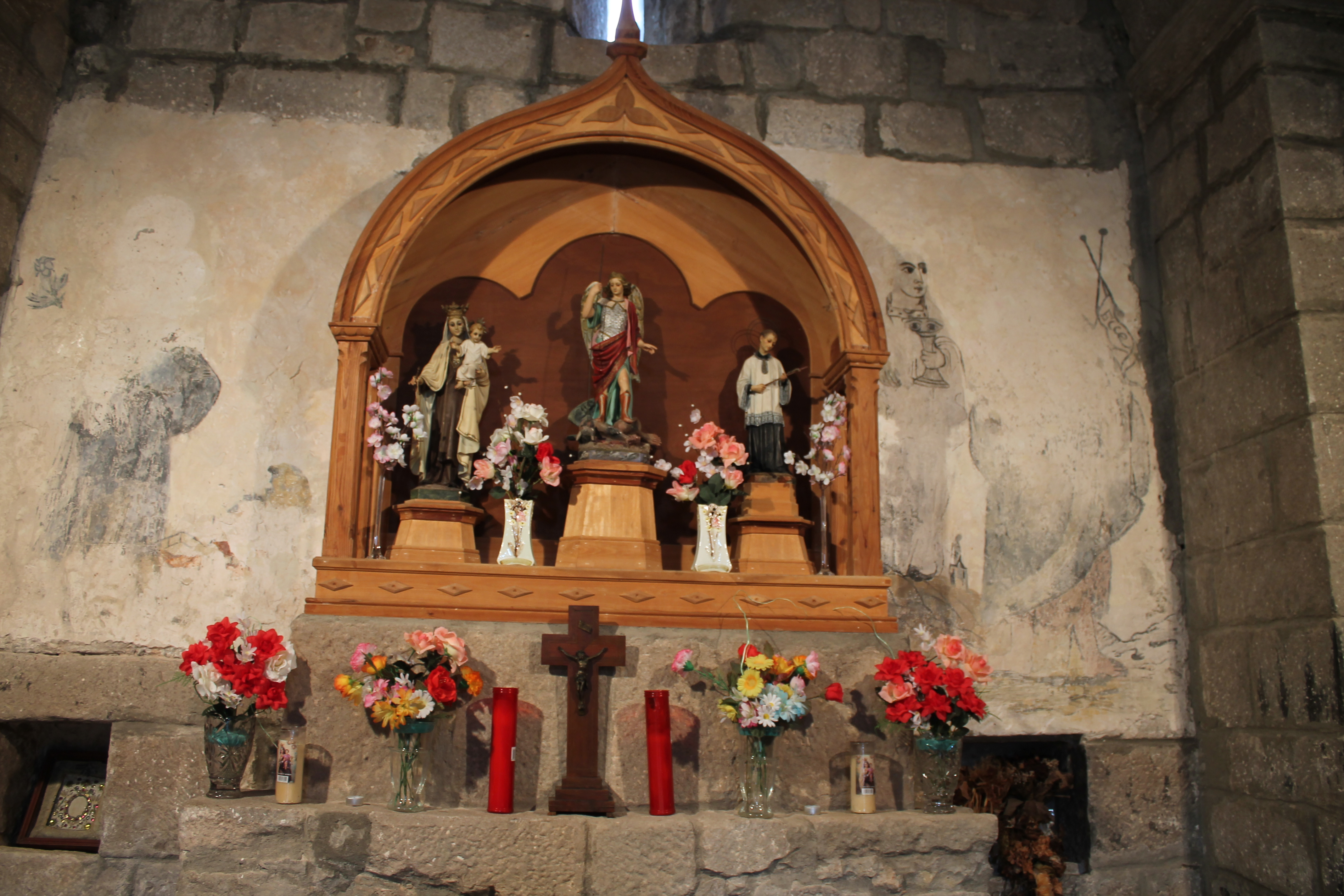
Antigament hi havia hagut un retaule barroc. Actualment s'hi pot apreciar restes de pintures d'època moderna (segle XVII?).

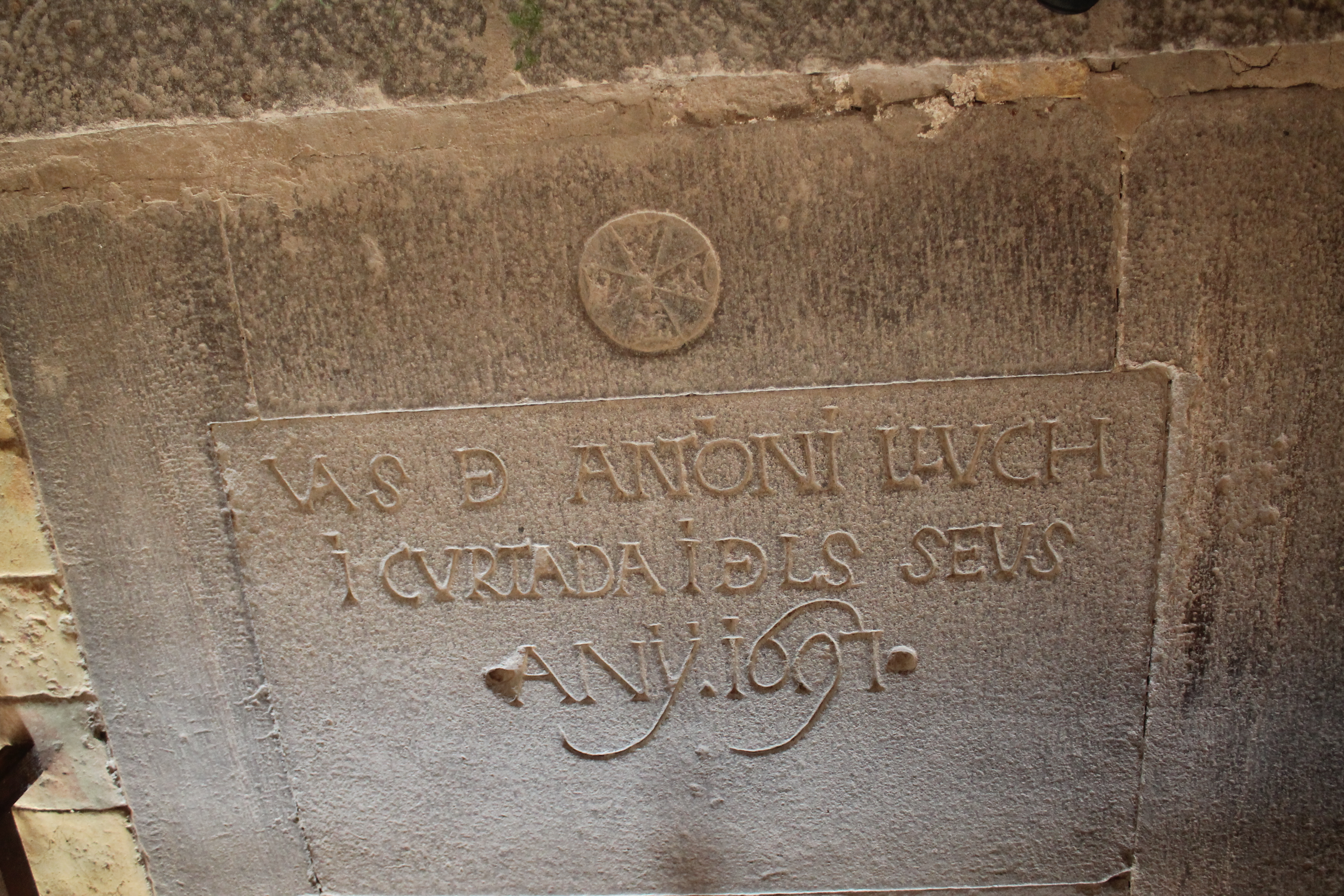
Tomba d'Antoni Lluc i de Cortada

L'església conserva la tomba d'Antoni Lluc i Cortada, emparentat amb els Comtes de Merlès, de l'any 1697. Aquesta propietat pertanyia a la Família Oriola-Cortada, fins que a principis de segle XX fou adquirida, després de passar per a família Monell, per l'actual família, Roset, que té cura de la conservació de l'Església de Sant Miquel.